# 角药偏翅唐松草
角药偏翅唐松草（学名：Thalictrum delavayi var. mucronatum）为毛茛科唐松草属下的一个变种。

## 扩展阅读
- 維基物種上的相關：角药偏翅唐松草